# دی هایتس (اوهایو)
دی هایتس (به انگلیسی: Day Heights) یک منطقهٔ مسکونی در ایالات متحده آمریکا است که در شهرستان کلرمونت، اوهایو واقع شده‌است. دی هایتس ۳٫۱ کیلومتر مربع مساحت و ۲٬۶۲۰ نفر جمعیت دارد و ۲۶۳ متر بالاتر از سطح دریا واقع شده‌است.